# Sebastiano Barbanti
Sebastiano Barbanti (Cosenza, 30 novembre 1976) è un politico italiano.

## Biografia
Nato il 30 novembre 1976 a Cosenza, si è laureato in Scienze statistiche ed attuariali.

### Elezione a deputato
Alle elezioni politiche del 2013 viene candidato alla Camera dei deputati, ed eletto deputato della XVII Legislatura, nella circoscrizione Calabria, nelle liste del Movimento 5 Stelle.
Il 26 gennaio 2015 annuncia, assieme ad altri 8 deputati (Tancredi Turco, Walter Rizzetto, Mara Mucci, Aris Prodani, Samuele Segoni, Eleonora Bechis, Marco Baldassarre, Gessica Rostellato) e il senatore Francesco Molinari, la sua fuoriuscita dal Movimento 5 Stelle, accusandolo di fare una opposizione "duramente distruttiva, becera, casinista", andando a formare il successivo 5 febbraio con Massimo Artini (espulso dal M5S) la nuova componente "Alternativa Libera" nel gruppo misto alla Camera, a cui si aggrega Possibile di Pippo Civati, all'interno della quale rimane fino al 17 novembre 2015, data in cui torna tra i non iscritti del misto.

### Adesione al Partito Democratico
Il 16 marzo 2016 annuncia la sua adesione al Partito Democratico, passando così nella maggioranza del governo Renzi.